# Anthophora flavescens
Anthophora flavescens är en biart som beskrevs av Fedtschenko 1875. Anthophora flavescens ingår i släktet pälsbin, och familjen långtungebin. Inga underarter finns listade i Catalogue of Life.